# 波尔兹曼环形山
波尔兹曼环形山（Boltzmann）是位于月球正面南极区的一座大型古撞击坑，约形成于45.5-39.2亿年前的前酒海纪，其名称取自奥地利理论物理学家、统计力学和分子运动论创始人路德维希·玻尔兹曼（1844年-1906年），1964年被国际天文学联合会批准接受。

## 描述

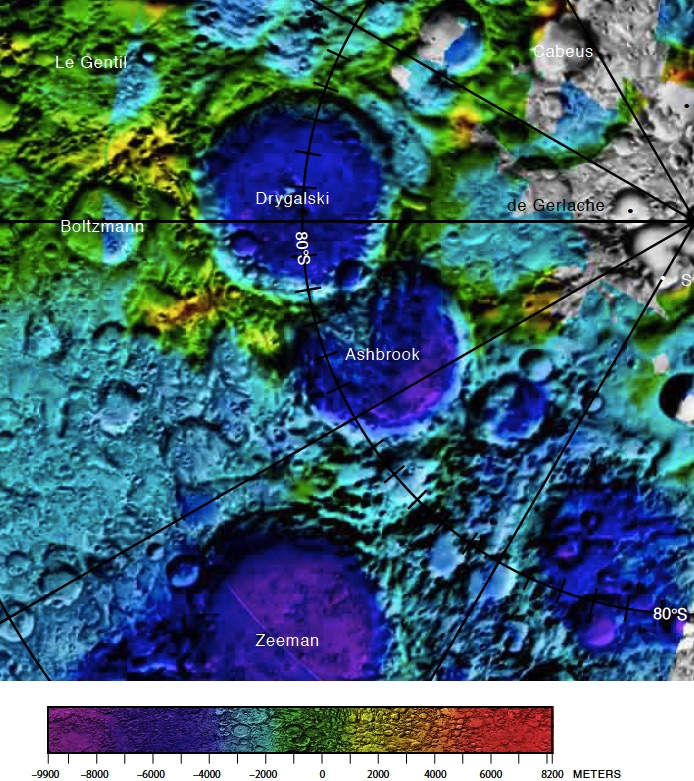
波尔兹曼环形山的周边，月球南极区域详图。

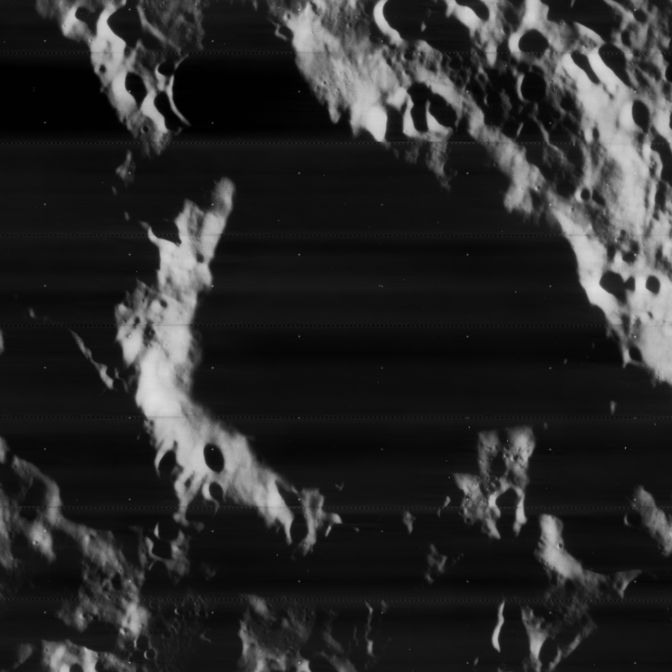
月球轨道器4号拍摄的图像

该陨坑东侧毗邻直径125公里的勒让蒂环形山，南面靠近更大的直径162公里的德里加尔斯基环形山。它的中心月面坐标为74°49′S 90°25′W / 74.82°S 90.41°W，直径73.31公里，深度约2.77公里。
波尔兹曼环形山位于月球西侧边沿，从地球上无法直接观察到。该陨坑自形成以来，已被后续大量的小型撞击所侵蚀、钝化，形成月表上一处破损的洼地，仅剩少许原始坑壁兀立于周边地形之上，其坑壁最大高出周边地形1300米，内部容积约4692公里3。坑底表面相对平坦，但东半部较为粗糙，坑内散布有数座微小的撞击坑，包括西侧内壁附近的一对小坑和靠近东侧内壁的一座碗状坑，中心点偏东北坐落了一座低矮的小穹丘。
从波尔兹曼环形山的东南外壁上，延伸出一串由细小陨坑组成的弧形链坑，它向西南连接到德里加尔斯基环形山的北侧坑壁上。

## 参引资料
1. 1 2 3 4  Lunar Impact Crater Database
2. ↑   (PDF).   [2017-04-22]. （原始内容存档 (PDF)于2016-12-23）.
3. ↑   (PDF).   [2017-04-22]. （原始内容存档 (PDF)于2021-02-11）.
4. ↑  .   [2017-04-22]. （原始内容存档于2020-11-17）.

## 另请参阅
- Andersson, L. E.; Whitaker, E. A. . NASA RP-1097. 1982.
- Blue, Jennifer. . USGS. July 25, 2007  [2007-08-05]. （原始内容存档于2013-02-13）.
- Bussey, B.; Spudis, P. . New York: Cambridge University Press. 2004. ISBN 978-0-521-81528-4.
- Cocks, Elijah E.; Cocks, Josiah C. . Tudor Publishers. 1995. ISBN 978-0-936389-27-1.
- McDowell, Jonathan. . Jonathan's Space Report. July 15, 2007  [2007-10-24]. （原始内容存档于2012-05-26）.
- Menzel, D. H.; Minnaert, M.; Levin, B.; Dollfus, A.; Bell, B. . Space Science Reviews. 1971, 12 (2): 136–186. Bibcode:1971SSRv...12..136M. doi:10.1007/BF00171763.
- Moore, Patrick. . Sterling Publishing Co. 2001. ISBN 978-0-304-35469-6.
- Price, Fred W. . Cambridge University Press. 1988. ISBN 978-0-521-33500-3.
- Rükl, Antonín. . Kalmbach Books. 1990. ISBN 978-0-913135-17-4.
- Webb, Rev. T. W.  6th revision. Dover. 1962. ISBN 978-0-486-20917-3.
- Whitaker, Ewen A. . Cambridge University Press. 1999. ISBN 978-0-521-62248-6.
- Wlasuk, Peter T. . Springer. 2000. ISBN 978-1-85233-193-1.